# Batalla frente a Varsovia
La batalla frente a Varsovia, también conocida como batalla de Radzymin o batalla de Wołomin, fue una batalla que ocurrió durante la Segunda Guerra Mundial entre cuatro divisiones del Grupo de Ejércitos Centro alemán bajo el mando del mariscal de campo General Model y el 2.º Ejército de Tanques soviético. Tuvo lugar al noreste de Varsovia entre el 1 al 4 de agosto de 1944.

## Antecedentes

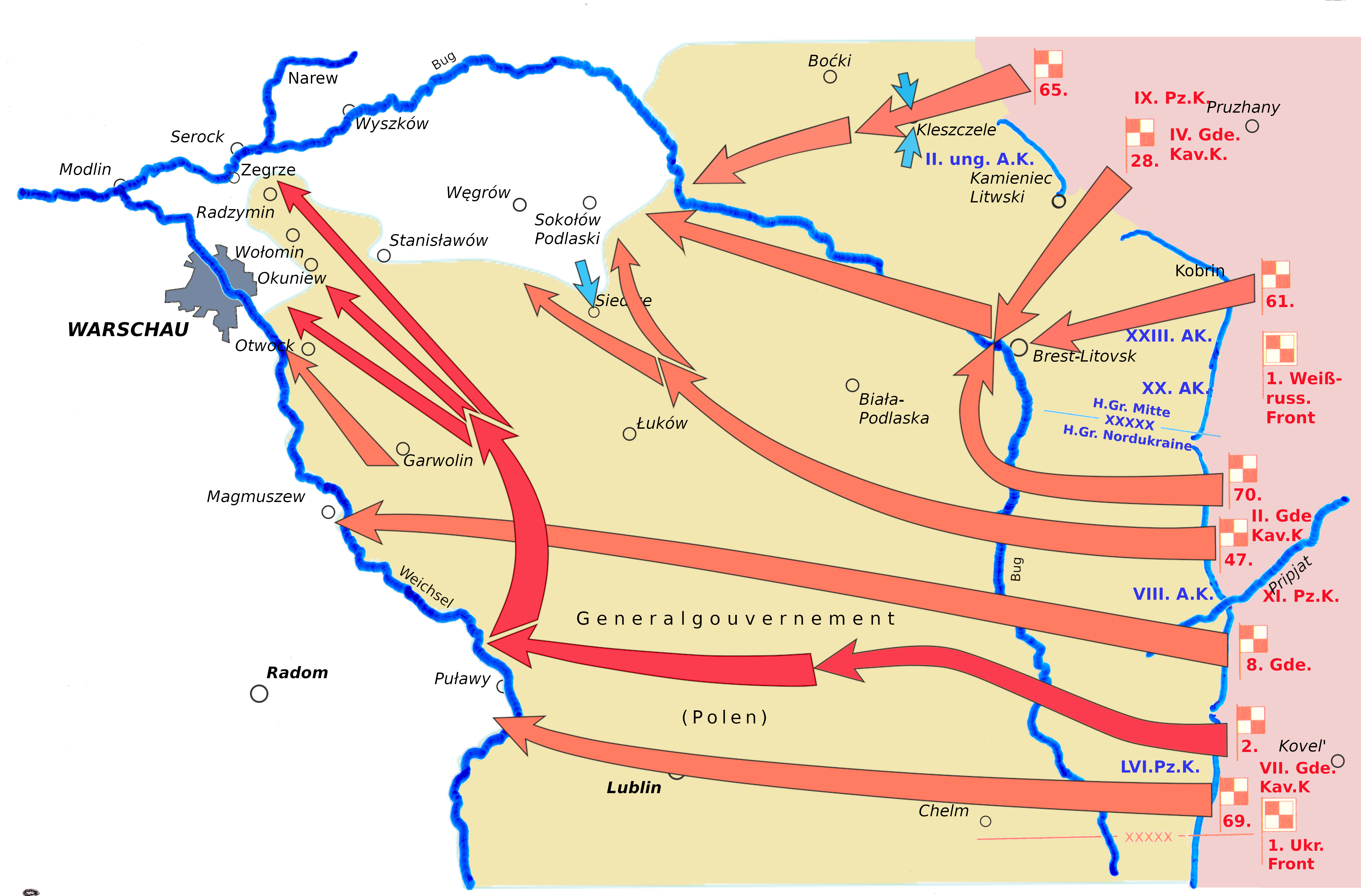
La ofensiva de la ala izquierda del Frente Bielorruso de Kovel a Varsovia (18 al 31 de julio de 1944)

Como parte de la operación Bagratión, el ala sur del Primer Frente Bielorruso, que había permanecido pasivo hasta entonces, empezó a atacar en la sección del frente cerca de Kóvel el 18 de julio. Como las tropas alemanas habían asegurado mejor esta sección del frente que en las otras, el Ejército Rojo concentró allí a causa de ello enormes fuerzas militares. Estos incluso excedieron la concentración de fuerzas durante el avance del Grupo de Ejércitos Centro. La superioridad del Ejército Rojo fue tan aplastante que las posiciones alemanas fueron prácticamente arrolladas por él. Ya solo dos días después, las unidades soviéticas cruzaron el Bug. El 2.º Ejército de Tanques soviético no atacó hasta el 22 de julio. Los ejércitos del Primer Frente Bielorruso pudieron avanzar casi sin obstáculos hasta el Vístula. El 24 de julio se tomó Lublin y ya al día siguiente, las fuerzas de avanzada habían alcanzado el Vístula. El 69.º Ejército cruzó el río y pudo establecer la primera cabeza de puente al sur de Puławy el 29 de julioy el 8.º Ejército de la Guardia formó una cabeza de puente el 1 de agosto sobre el Vístula al sur de Varsovia, cerca de Magnuszew.
Como resultado de este avance de 180 kilómetros, las fuerzas de ataque soviéticas habían superado con creces la piedra angular sur del Grupo de Ejércitos Centro, lo que significaba que ahora podían avanzar sin obstáculos hacia su retaguardia girando para ello hacia el norte. Con la cabeza de puente cerca de Magnuszew se abrió la posibilidad para el Ejército Rojo der cercar Varsovia y tomarla sin costosas luchas callejeras.
El 27 de julio de 1944 el 2.º Ejército Panzer junto con la infantería del 8.º Ejército de la Guardia avanzó en un amplio frente desde la zona de Puławy hacia la capital polaca, Varsovia. Las tropas soviéticas tenían la intención de sacar del movimiento al suburbio de Praga, en Varsovia, y asegurar los puentes Narew de Zegrze y Serock, más al norte. El Tercer Cuerpo Tanque soviético logró un avance operativo a través de un estrecho corredor a través de Mińsk Mazowiecki y Wołomin sin cobertura de infantería o caballería. El 31 de julio el 3.er Cuerpo de Tanques soviético se encontraba en una situación en la que ya no podía defenderse del 19.º División Panzer que luchaba contra ellos. El 1 de agosto, el Cuerpo de Tanques y el 2.º Ejército de Tanques soviéticos se vieron obligados a ponerse a la defensiva.
Este desarrollo fue previsto por el mariscal de campo Model y lo utilizó para hacer un contraataque sorprendente.

## La batalla

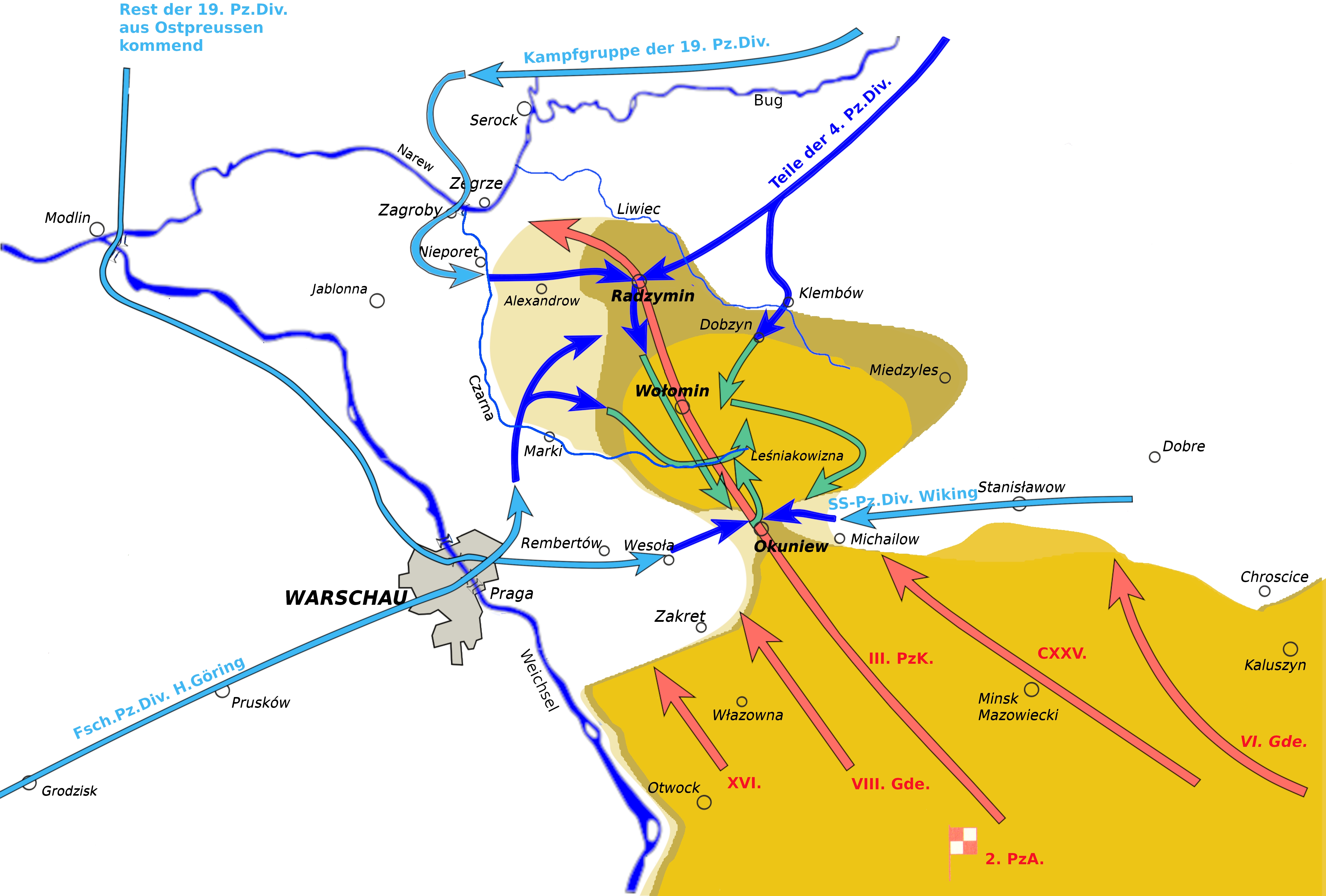
La batalla frente a Varsovia (1-4 de agosto de 1944)

Según el plan operativo del mariscal de campo Model, el 3.er Cuerpo de Tanques soviético debía ser atacado en la primera fase mediante un ataque de pinzas en dirección a la ciudad de Okuniev para aislarlo en la retaguardia de las comunicaciones. En la segunda fase, cuatro divisiones blindadas debían llevar a cabo un ataque concéntrico para destruir las unidades rodeadas. El plan entonces era actuar contra el 8.º Cuerpo de Tanques de la Guardia.
Para implementar el plan operativo, era necesario enviar de forma urgente refuerzos al recién formado 9.º Ejército alemán.
Al principio sólo estaba disponible la división de tanques «Hermann Göring», que había sido retirada de Italia. En los días 28 y 29. julio logró, junto con un grupo de combate de la 19.ª División Panzer y la 73.ª División de Infantería mantener la sección del Vístula en el área del suburbio oriental de Praga. Mientras tanto la 19.ª División Panzer fue separada de su sector del frente cerca de Białystok. Logró derrotar al 3.er Cuerpo de Tanques soviético a 3 km antes del puente de Zegrze.
La 5.ª División Panzer SS Wiking y la 4.ª División Panzer acababan de detener un ataque del enemigo que había roto el frente cerca de Kleszczele. Ahora fueron retirados lo más rapidadmente posible del frente y alcanzaron la nueva zona de operaciones el 31 de julio y el 2 de agosto.
La batalla frente a Varsovia comenzó el 1 de agosto con un ataque de pinza por parte de un grupo de combate de la 19.ª División Panzer y la 5.ª División Panzer SS Wiking de Prusia Oriental hacia la ciudad de Okuniew. El otro grupo de combate de la 19.ª  División Panzer atacó desde el noroeste hacia Radzymin, mientras que la División SS «Wiking» atacó a ambos lados de la carretera Węgrów-Okuniew y la división SS «Totenkopf» del área de Kałuszyn avanzó en dirección general suroeste hacia Minsk-Mazowiecki. Fue posible despejar la carretera Vyskov-Varsovia y en el proceso cercar al 3.er Cuerpo de Tanques soviético. Después de la llegada completa de la 4.ª División Panzer alemán también se reconquistó a la pérdida Radzymin. El 3 de agosto el 3.er Cuerpo de Tanques soviético fue acorralado en los alrededores de Wolomin. Ahora 4 Divisiones Panzer alemanas atacaron concéntricamente desde 4 direcciones. Hasta el 4 de agosto el Cuerpo de Tanques fue aniquilado. Ataques de socorro del 16.º Cuerpo de Tanques y de unidades de infantería motorizadas del 1.er Ejército Polaco fueron repelidos.
Los combates se libraron con notable intensidad y las unidades soviéticas sufrieron pérdidas importantes en ellas. De esa manera quedaron al 2.º Ejército de Tanques 263 de 810 tanques y cañones de asalto después de las batalla. El 3.er Cuerpo de Tanques había sido aniquilado, el 8.º resultó gravemente golpeado y el 16.º había sufrido pérdidas significativas.

## Eventos posteriores
En un principio se planeó continuar con los combates en esta zona, pero mientras tanto llegaron nuevas malas noticias de otros sectores del frente. Ya el 1 de agosto, tres compañías del 19.º PGR74 fueron desviadas hacia Magnuszew. Adicionalmente el 4 de agosto, otras partes del 19.ª División Panzer y al día siguiente la División Panzer «Hermann Göring» fueron retiradas de la acción y marcharon alrededor de la disputada Varsovia hacia Magnuszew para atacar la cabeza de puente soviética (Warka bridgehead) al oeste del Vístula.
La División SS «Totenkopf» fue reubicada en el frente defensivo entre Bug y Vístula, mientras que la 4.ª División Panzer fue reubicada a Curlandia (Operación Doppelkopf).
Después de la batalla se formó la cabeza de puente de Praga/Varsovia, que fue ocupada por los restos del 73.º ID, la Brig. Gran.1131 y detrás de él por un grupo de combate de la 19.ª División Panzer escalonada. Esta pequeña guarnición permaneció sin cambios durante casi un mes.
Aunque el 2.º Ejército de Tanques soviético tuvo que ser retirado el 5 de agosto del frente a causa de sus graves pérdidas y su estado, la batalla aun así fue sólo el comienzo de los combates en el área de Varsovia. Varios ejércitos soviéticos y el 1.er Ejército Polaco se acercaron al lugar y permanecieron al menos inactivos cerca de Varsovia hasta el 1 de septiembre. El Ejército Rojo tenía un exceso de fuerzas militares aquí.

## Consecuencias
- Bajo la impresión de que los tanques soviéticos ya habían alcanzado el distrito de Praga al este del Vístula, el jefe del AK en Polonia, el general Bór-Komorowski, de acuerdo con la delegación del gobierno en el exilio de Londres, dio la orden de llevar a cabo el levantamiento en Varsovia. El 1 de agosto a las 17:00 horas, el Ejército Nacional Polaco (Armia Krajowa) inició el Alzamiento de Varsovia para liberar la propia capital. Al principio este plan pareció funcionar. Sin embargo nadie en el liderazgo del Armia Krajowa podría haber predicho que la batalla frente a Varsovia el 4 de agosto detendría el ataque del ejército soviético frente a Varsovia.[11]
- Con la batalla frente a Varsovia, el Ejército Rojo había pasado –parafraseando a Clausewitz– el punto culminante de la Operación Bagratión. Después de semanas de continuos combates, las tropas estaban agotadas y las líneas de suministro habían sobrepasado el límite.[12] De esa manera los frentes del Grupo de Ejércitos Centro pudieron estabilizarse temporalmente.
- El intento del Ejército Rojo de sacar a Varsovia del movimiento atestigua el deseo suyo de liberar Varsovia. Sin embargo, este plan fracasó con la derrota del 2.º Ejército de Tanques soviético en esta batalla. Aun así el comportamiento del Ejército Rojo después de la batalla puede al menos calificarse de vacilante. En esta situación, sin embargo, la liberación de Varsovia sólo habría podido ser posible con un gran número de bajas en combate urbano.[13]
- La destrucción de Varsovia por las tropas alemanas desde octubre de 1944 hasta enero de 1945.

## Evaluación
A finales de julio de 1944, el fin de la guerra en Europa parecía inminente. La Wehrmacht se colapsaba en todos los frentes; sobre todo el Frente Oriental amenazaba con derrumbarse como un castillo de naipes. La victoria alemana en esta batalla impidió al Ejército Rojo abrirse paso a lo largo del Vístula hasta el Mar Báltico y cercar dos Grupos de Ejércitos. Esto no sólo hubiese significado el colapso del Frente Oriental, sino que también habría provocado el fin temprano de la guerra.

## Comparación de ejércitos

### Unidades de la Wehrmacht participantes
- 73.º División de Infantería (Coronel Kurt Hähling )
- 19.ª División Panzer (Teniente general Hans Källner ) con 26 Panzer IV, 26 Panzer V, 18 cazacarros ligeros
- División Paracaidista Panzer 1 Hermann Göring (Mayor General Wilhelm Schmalz ) con 35 Panzer VI, 5 Panzer V, 23 Panzerjäger IV
- 4.ª División Panzer (Teniente general Clemens Betzel) con 40 Panzer IV, 38 Panzer V
- 5.ª División Panzer SS Wiking (SS-Brigadeführer Hellmuth Becker ) con 8 Panzer VI, 45 Panzer V, 13 cañones de asalto

### Unidades del1.erFrente Bielorruso (1 de agosto de 1944)
(Comandante: Coronel general Konstantin Konstantinovich Rokossovsky )
- Reportado directamente
  - 2.º Cuerpo de Caballería de la Guardia
  - 4.ª Cuerpo de Caballería de la Guardia
  - 7.º Cuerpo de Caballería de la Guardia
  - 4.ª Cuerpo de artillería de avance
  - 1.er Cuerpo de Tanques de la Guardia
  - 1.er Cuerpo Mecanizado
  - 9.ª Cuerpo Panzer
  - 11.º Cuerpo Panzer
- 8.° Ejército de guardia (General VI Chuikov )
  - 4.º Cuerpo de fusileros de la guardia
  - 28.º Cuerpo de fusileros de la guardia
  - 29.º Cuerpo de fusileros de la guardia
  - 11.ª Brigada de Tanques Pesados de la Guardia
- 28.° ejército
- 47.° Ejército (Teniente general N.I. Gusev)
- 48.° Ejército
- 65.°. Ejército
- 69.° Ejército
- 70.° ejército
- 2.° Ejército de Tanques (Teniente general AI Radzijewski) con 810 tanques y cañones autopropulsados [15]
  - 8.º Cuerpo de Tanques de la Guardia (General de División AF Popov)
  - 3.er Cuerpo de Tanques (General de División ND Vedeneev)
  - 16.º Cuerpo de Tanques (General de División IW Dubowoj)
- 1.er Ejército Polaco (General Zygmunt Berling )
  - 11.er Cuerpo del Ejército
  - 2.º Cuerpo del Ejército
  - 11.er Cuerpo Panzer

## Literatura
- Rolf Hinze: Ostfrontdrama 1944 – Rückzugskämpfe der Heeresgruppe Mitte. Motorbuchverlag, Stuttgart 1988, ISBN 3-613-01138-7, págs. 391–400. (en alemán)
- Rolf Hinze: Die 19. Panzer-Division. 1939–1945. Edición Dörfler en Nebel-Verlag, Eggolsheim 2003, ISBN 3-89555-093-0. (en alemán)
- Karl-Heinz Frieser : Ein zweites „Wunder an der Weichsel“ – Die Panzerschlacht vor Warschau im August 1944 und ihre Folgen. En: Hans-Jürgen Bömelburg, Eugeniusz Cezary Król, Michael Thomae (eds.): Der Warschauer Aufstand 1944. . Schöningh, Paderborn 2011, ISBN 978-3-506-72905-7, págs. 45–64. (en alemán)
- Hanns von Krannhals : Der Warschauer Aufstand 1944. Bernard & Graefe, Fráncfort del Meno 1962. (en alemán)
- Norman Davies Rising '44. The Battle for Warsaw. Macmillan, Londres 2003. ISBN 0-333-90568-7. (en inglés)
- Norman Davies (Autor), Thomas Bertram (Übersetzer) Aufstand der Verlorenen. Der Kampf um Warschau 1944. Droemer, Múnich ISBN 3-426-27243-1.(en inglés)
- Lev Besimenski : Der sowjetische Vorstoß auf die Weichsel. En: Bernd Martin, Stanislawa Lewandowska (eds.) : El Levantamiento de Varsovia de 1944 . Editorial germano-polaca, Varsovia 1999, ISBN 978-83-86653-09-6, págs. 90–99.